# Slettebakkstunnel
Der Slettebakkstunnel (norwegisch Slettebakkstunnelen) ist ein norwegischer Stadtbahntunnel der Stadtbahn Bergen, der im Bergener Stadtteil Årstad zwischen den beiden Stationen Slettebakken und Fantoft verläuft. Der Tunnel wurde gemeinsam mit der restlichen Bahnstrecke der Stadtbahn Bergen am 22. Juni 2010 eröffnet.